# بها فیصل
بها فیصل (عربی: بهاء فيصل محمد سيف؛ زادهٔ ۳۰ مهٔ ۱۹۹۵) بازیکن فوتبال اهل اردن است.
از باشگاه‌هایی که در آن بازی کرده است می‌توان به باشگاه ورزشی الشمال، باشگاه ورزشی الکویت، و باشگاه ورزشی الوحدات اشاره کرد.
وی همچنین در تیم‌های ملی فوتبال زیر ۲۳ سال اردن، و اردن بازی کرده است.